# Almir Alex do Nascimento
Almir Alex do Nascimento, noto semplicemente come Almir (21 dicembre 1974), è un ex giocatore di calcio a 5 brasiliano.

## Carriera
Con la nazionale brasiliana ha disputato la vittoriosa Taça América 2000 e il FIFA Futsal World Championship 2000 in cui la Seleçao ha perso la finale per 4-3 in favore della Spagna.